# Bounce (Sarah-Connor-Lied)
Bounce (englisch für: „abprallen“/„zurückwerfen“) ist ein Lied der deutschen Popsängerin Sarah Connor aus dem Jahr 2003, das in Kooperation mit dem Rapper Mr. Freeman entstand. 

## Entstehung und Veröffentlichung
Das Lied wurde von Bülent Aris, Toni Cottura, Anthony Freeman, geschrieben beziehungsweise komponiert. Als Produzent fungierte Aris. Der Track enthält ein Sample von Mary J. Bliges 2001 erschienenem Lied Family Affair.
Die Erstveröffentlichung von Bounce erfolgte als Teil von Connors zweitem Studioalbum Unbelievable am 30. September 2002. Am 21. Juli 2003 erschien das Lied nach One Nite Stand (Of Wolves and Sheep), Skin on Skin und He’s Unbelievable als vierte Singleauskopplung aus dem Album. Diese erschien als 2-Track-CD-Single mit einem Remix als B-Seite.
Als im Herbst 2003 bereits Connors drittes Studioalbum Key to My Soul erschien, begannen ungefähr zur gleichen Zeit amerikanische DJs ihr Lied Bounce vom Vorgängeralbum Unbelievable zu spielen. Ende Januar 2004 wurden daraufhin Promo-Singles an amerikanische Radiosender geschickt, wo es viel Airplay und schließlich Platz 11 der Airplay Charts erreichte. Sony Music erkannte, dass es sich um einen potenziellen Hit handelt und beschloss im März 2004 ein Album in den USA und Kanada zu veröffentlichen. Da Sarah Connor wegen ihrer Babypause keine neuen Aufnahmen machen konnte, wurde das Album als Kompilation aus den Liedern der bisher erschienenen drei Alben zusammengestellt.
Nach der Veröffentlichung von Bounce in Amerika und Australien wurde die Single am 24. Mai 2004 auch im UK mit einer großen Werbekampagne veröffentlicht. Hierfür trat Connor in der britischen TV-Sendung Top Of The Pops auf und absolvierte im Mai 2007 Auftritte im Equinox Club und im Astoria in London. Dadurch erreichte sie Platz 14 der Single-Charts.

## Inhalt
In dem Lied teilt das lyrische Ich mit, dass sie ein Mann, mit dem sie in einer Beziehung ist, hintergeht. Er sagt ihr, dass er mit seinen Freunden ausgeht und meint, dass sie sich keine Sorgen machen brauche. Als sie sich einmal umsieht, findet sie ihn in den Armen einer Anderen. Daraufhin fordert sie ihn auf, seine Sachen zu packen und zu verschwinden. Er beteuert ihr jedoch, dass er sich nur kurz mit der Anderen unterhalten habe und nur sie lieben würde.

## Musikvideo
Im dazugehörigen Musikvideo, das unter der Regie von Daniel Lwowski gedreht wurde, ist Connor in einer Autowerkstatt und manipuliert ein Auto, indem sie die Handbremse lose schraubt. Dazwischen wird gezeigt, wie Connor in der Werkstatt tanzt und wie der Mann, dessen Auto sie manipulierte, sich mit der Situation geschlagen gibt. Es wurde Ende September 2013 offiziell auf YouTube hochgeladen und zählt über 2,6 Millionen Aufrufe.

## Mitwirkende
Liedproduktion
- Ronny Rich: Artwork
- Sarah Connor: Gesang
- Mr. Freeman: Rap
- Anthony Freeman: Text
- Bülent Aris: Text
- Toni Cottura: Text

## Coverversionen
Die Schlümpfe coverten Bounce unter dem Titel Nein! auf dem Album Schlumpfhausen sucht den Superschlumpf – Vol. 15. 2014 veröffentlichte Sandra Nasić eine Coverversion des Liedes für die VOX-Sendung Sing meinen Song – Das Tauschkonzert. In der Sendung wählte Connor – neben Sashas Version von From Zero to Hero – Nasićs Neuinterpretation, bei der sie eine eigene Strophe dem Originalsong hinzufügte, zum Song des Abends.

## Titelliste der Single
Maxi-Single
1. Bounce (Kayrob Radio Mix)
2. Bounce (Jiggy Joint Radio Remix)
3. Bounce (Original Version)
4. Bounce (Kayrob vs. Goldkind Remix)
5. Bounce (Jiggy Joint Club Remix)

## Kommerzieller Erfolg

### Chartplatzierungen
Bounce stieg am 4. August 2003 auf Rang sechzehn der deutschen Singlecharts ein. Seine beste Platzierung erreichte das Lied eine Woche später mit Rang zwölf in der Chartwoche vom 11. August 2003. Bis zur Chartwoche vom 20. Oktober 2003, wo Bounce Platz 69 erreichte, platzierte sich die Single 12 Wochen in den Top 100. 2003 belegte das Lied Rang 68 der deutschen Single-Jahrescharts.
In Österreich stieg Bounce am 3. August 2003 auf Rang 34 ein und erreichte am 17. August 2003 mit Rang 20 seine beste Platzierung. Die Single platzierte sich 14 Wochen in den Charts, letztmals am 2. November 2003. In der Schweiz platzierte sich das Lied ab dem 3. August 2003, wo es Rang 21 belegte. Die Höchstnotierung in den Charts hatte das Lied ebenfalls in der Woche vom 17. August 2003 auf Platz 14. Das Lied hielt sich elf Wochen in den Charts. Die Single avancierte für Sarah Connor zudem zum ersten und einzigen Charthit in den Vereinigten Staaten. Im Mai 2004 wurde Bounce auch in Australien veröffentlicht. Es erreichte Platz 1 in den australischen Dance-Charts und konnte sich zwölf Wochen in den australischen Single-Charts halten, wo es mit Platz 14 im Juni 2004 die höchste Platzierung erreichte. Nachdem Sarah Connor in Großbritannien mit ihrer Single Bounce Platz 14 der Single-Charts erzielt hatte, setzte sie ihre Werbekampagne in Japan fort. Dort veröffentlichte sie am 28. Juli 2004 das Album Bounce, welches als Kompilation aus den Liedern der bisher erschienenen drei Alben zusammengestellt wurde. Zusätzlich enthält es zwei Bonus-Titel von ihrem Lied Bounce und eine DVD mit den Musikvideos zu Bounce und von From Sarah with Love. Die zahlreichen Radiointerviews überall in Tokio zeigten Wirkung und ihr japanisches Debüt-Album stieg direkt auf Platz 12 in den Japan Intl. Artists Charts ein.
| ChartsChartplatzierungen       | Höchstplatzierung | Wochen |
| ------------------------------ | ----------------- | ------ |
| Deutschland (GfK)              | 12 (12 Wo.)       | 12     |
| Österreich (Ö3)                | 20 (14 Wo.)       | 14     |
| Schweiz (IFPI)                 | 14 (11 Wo.)       | 11     |
| Vereinigte Staaten (Billboard) | 54 (10 Wo.)       | 10     |
| Vereinigtes Königreich (OCC)   | 14 (5 Wo.)        | 5      |

| ChartsJahrescharts (2003) | Platzierung |
| ------------------------- | ----------- |
| Deutschland (GfK)         | 68          |

### Auszeichnungen für Musikverkäufe
Bounce wurde von der Australian Recording Industry Association (ARIA) mit Gold ausgezeichnet.
| Land/Region       | Auszeichnungen für Musikverkäufe (Land/Region, Auszeichnung, Verkäufe) | Verkäufe |
| ----------------- | ---------------------------------------------------------------------- | -------- |
| Australien (ARIA) | Gold                                                                   | 35.000   |
| Insgesamt         | 1× Gold ·                                                              | 35.000   |